# 尹家绪
尹家绪（1956年4月—），男，汉族，重庆市人，1976年12月参加工作，1984年6月加入中国共产党，曾被选为中共十六大代表和第十、十一届全国人大代表。尹家绪高中毕业后经招工进入国营兴无机械厂（后改名国营渝州齿轮厂）成为一名工人，后升任厂长。1998年，他被任命为长安汽车（集团）总经理。之后，他升任中国兵器装备集团副总经理。2010年，他调往中国兵器工业集团任职，后出任董事长。经本人主动申请，于2018年退休。退休后，因涉嫌严重违纪违法被中央纪委及国家监委审查调查，并将其涉嫌犯罪问题移送检察机关依法审查起诉。

## 生平

### 早年
尹家绪出生于重庆市。父亲是矿工，曾在重庆万盛南桐矿务局工作。他的母亲没有工作。他是家中的独生子。11岁时，他的父亲逝世。他由母亲一人养大。高中毕业后，尹家绪打零工挣钱。

### 渝州齿轮厂
1976年，尹家绪被招入国营兴无机械厂（1985年1月改名国营渝州齿轮厂），成为基层工人。这是一家三线建设中兴建的军工厂，位于重庆市南桐礦區的山区，邻近贵州省，距离重庆市区约有120千米。他在渝州齿轮厂工作了约二十年。起初，他操作铣床，也曾当过钳工。1978年，他由学徒直接升级为二级工。工作三年后，他被调入厂团委，担任干事。他从此走上管理行政岗位。随后，他历任厂办副主任、党办主任。期间，他自1983年9月至1985年7月在重庆师范学院中文系读全日制大专。大专毕业后，尹家绪放弃了去共青团重庆市委工作的机会，回到了渝州齿轮厂。1990年2月，他升任渝州齿轮厂工会主席。后来，他历任党委副书记、副厂长。1993年底，他被提拔为厂长。期间，他自1993年9月至1995年12月在中共四川省委党校修读工业经济管理专业函授本科。担任厂长期间，他领导、协调了渝州齿轮厂搬迁、合并工作。

### 长安汽车
1996年2月，尹家绪调任西南兵工局办公室主任。同年7月，他升为西南兵工局副局长。这年8月，他以西南兵工局副局长身份到长安汽车（集团）公司挂职，出任常务副总经理。长安汽车由长安机器厂、江陵机器厂合并而成，原长安、江陵两厂的领导并不和睦，原江陵机器厂员工由于待遇差异对厂领导心存怨恨。据尹家绪回忆：两厂合并后长安汽车员工几次罢工、闹事；他挂职即将结束时，员工再次罢工、闹事，围堵厂区道路。那时总经理江从寿出差不在，尹家绪平息了事态。事后，他在1998年7月25日正式出任长安汽车（集团）公司第四任总经理。2002年1月至2003年2月，他同时担任长安汽车（集团）公司董事长、总经理，以党委副书记身份主持公司党委工作；2003年2月至2005年12月，他同时担任长安汽车（集团）公司董事长、总经理、党委书记。这期间，他还同时担任过西南兵工局副局长、中国兵器装备集团公司副总经理、党组副书记等职务。
尹家绪上任总经理时，长安汽车在微车市场已经滑落到中国大陆第四位，落后于五菱、哈飞、昌河，1997年微车销售收入24亿元人民币，库房积压着2.4万辆车。尹家绪后来回忆称，刚上任时公司账上只有200万元人民币，上任两个月间长安汽车被追讨2000万美元的欠债，清查长安汽车账务时发现之前有领导虚开超过6000万元人民币的增值税发票；清查显示，长安汽车当期亏损3.5亿元人民币，累计亏损超过14.5亿；长安汽车股份将合资公司长安铃木合并报表后有一千至两千万人民币的盈利，但长安汽车集团实际每年亏损约4亿元人民币。尹家绪在公司推行工资改革，制订工艺纪律，公开砸掉质量不合格的汽车，清理了库房里过时的散裝料。经过大约一年半的时间，长安汽车集团扭亏为盈，长安汽车重新回到中国大陆微车市场第一名的位置。
尹家绪执掌长安汽车之前，长安汽车已与铃木汽车合作。在他任上，长安汽车开始与福特汽车、马自达汽车合作。长安汽车在河北省定州市新建河北生产基地，收购南京金蛙车辆股份公司、在江苏省南京市溧水区（时称溧水县）兴建南京基地，重组江铃汽车、在江西省南昌市获得基地。长安汽车在原有的重庆基地的基础上大致扩充为重庆、南京、南昌、河北四大整车生产基地。长安汽车投资20亿元人民币在意大利都灵、德国亚琛、重庆市、上海市设立研发机构。公司在2004年推出了长安汽车首款自主品牌汽车“长安CM8”。尹家绪自2004年主张发展长安汽车的轿车产品，将公司“微车为主”的战略改为“微车为本、轿车为主，发展商用、进军服务”。为获得海外投资平台，长安汽车申请将子公司重慶長安民生物流在香港交易所上市。长安民生物流最终于2006年2月登陆香港創業板。
在长安汽车任职期间，尹家绪自1998年4月至2000年6月在重庆大学攻读工商管理专业在职研究生，2000年1月至2001年12月在重庆大学攻读工业工程专业研究生。2001年，他获得重庆大学管理学硕士学位，导师为刘飞，学位论文题目为《信息时代的长安公司经营战略模式及战略实施》。后来，他自2003年3月至2008年6月在重庆大学管理科学与工程专业攻读在职博士研究生。2008年，重庆大学授予他经济学博士学位，导师为刘飞，学位论文题目为《基于产品生命周期工程的汽车制造业制造模式研究及其应用》。
2005年12月，中国兵器装备集团重组旗下长安汽车等整车生产企业及零件生产企业，在2006年1月宣布成立中国南方工业汽车股份有限公司（简称：南方汽车），计划到中国境外上市。尹家绪出任中国南方工业汽车股份总经理，赴北京任职，成为中共中央组织部任命的干部。长安汽车集团公司党委书记、总裁职务由徐留平接任。尹家绪仍兼任中国兵器装备集团公司副总经理、党组副书记，长安汽车集团董事长。据称，这时尹家绪已成为兵装集团的二号人物。尹家绪卸任长安汽车总经理前的2005年，长安汽车销售量为63.11万，销售收入超过320亿元人民币，在中国大陆各汽车集团中排名第四。
赴北京任职后，尹家绪逐渐卸去了长安汽车的职务。2007年12月，他不再担任长安汽车集团董事长。2008年9月至2009年1月，他参加中共中央党校中青年干部培训一班学习。2009年1月，他不再担任长安汽车集团旗下上市公司长安汽车股份董事、董事长。不过，2009年年中，他仍担任长安福特马自达董事长、香港上市公司长安民生物流董事长，同时担任江铃控股董事长、兵器装备集团旗下上市公司天威保變董事长。南方汽车的上市计划最终失败。2009年7月，中国南方工业汽车股份公司改名中国长安汽车集团股份有限公司（简称：中国长安汽车集团），尹家绪继续担任总经理。原来的长安汽车集团进行业务分拆，汽车业务划入重庆长安汽车股份有限公司，军工、房地产、物流等业务组建重庆长安工业集团。10月，尹家绪由总经理改任副董事长，总经理由徐留平担任。2009年11月，中国长安汽车集团与中国航空汽车工业有限公司（简称：中航汽车）重组为新的中国长安汽车集团股份有限公司，尹家绪继续担任副董事长。有评论认为：自2006年卸任长安汽车董事长开始，尹家绪逐步失去实权，外界有尹家绪及其继任者徐留平“徐尹之争”的说法；南方汽车上市计划失败，使得尹家绪的位置更加尴尬。
尹家绪被选为中共十六大代表。2003年、2008年，他分别当选第十、第十一届全国人大代表。尹家绪自1998年起连续七年公开呼吁取消对小排量汽车的歧视政策。2003年、2005年的全国人民代表大会上，他两次提交了相关的议案。2005年6月30日，时任国务院总理温家宝在“高度重视 加强领导 加快建设节约型社会”讲话中提到“取消一切不合理的限制低油耗、小排量、低排放汽车使用和运营的规定”。同年8月，尹家绪发表文章《建立节约型社会 各地对小排量汽车歧视性政策亟待取消》。此文被媒体称为尹家绪的“万言书”。“万言书”引发了报道与关注。由于呼吁解禁小排量汽车引起广泛关注，尹家绪被列为2005CCTV中国经济年度人物候选人。不过，他并未成功当选。2005年底，国务院同意并转发了发展改革委、建设部、公安部、财政部、监察部、环保总局六部委提出的《关于鼓励发展节能环保型小排量汽车的意见》，要求在2006年3月底之前取消对于小排量汽车的限制。尹家绪在全国人民代表大会上提出的其他议案有：鼓励自主创新；出台燃油税，促进节能减排，鼓励生产与使用小排量汽车；促进自主知识产权混合动力汽车行业发展；加快发展纯电动汽车；促进摩托车产业发展；促进汽车零部件再制造产业发展；解决军工企业办社会、军民品分立破产问题；鼓励汽车行业并购重组；政府为国有企业提供更多政策支持，帮助其与合资、外资企业公平竞争；将每月前（或后）三周的双休日改为单日休息，在月初（或月末）集中安排休息日，拉动消费。

### 兵工集团
2010年7月，尹家绪离开中国兵器装备集团和中国长安汽车集团，调任中国兵器工业集团公司党组书记、副总经理，成为兵器工业集团的二把手。2013年4月，时任中国兵器工业集团公司总经理张国清调往重庆市任职，尹家绪以党组书记、副总经理身份主持工作。同年5月，中国兵器工业集团试点设立董事会，尹家绪出任董事长。2014年8月，公司董事会正式成立，尹家绪继续担任董事长。之后，中国兵器工业集团进行公司制改造，由全民所有制企业改为国有独资公司，公司在2017年12月登记改名为中国兵器工业集团有限公司，2018年3月正式揭牌。
2018年8月1月，中共中央组织部副部长高选民在中国兵器工业集团有限公司中层以上干部大会宣布中央决定，免去尹家绪董事长、党组书记职务。尹家绪曾对媒体透露，他本可以按照规定到65岁再退休，但他主动写信给领导，请求提前退休。

### 落马
2021年4月4日，中央纪委国家监委宣布，尹家绪涉嫌严重违纪违法，正在接受纪律审查和监察调查。尹家绪成为2021年第6位被调查的省部级高官、第8位被调查的中管干部。同年9月30日，遭到开除党籍处分。10月，尹家绪涉嫌受贿、为亲友非法牟利一案，由国家监察委员会调查终结，移送检察机关审查起诉，最高人民检察院依法对尹家绪作出逮捕决定。11月，尹家绪涉嫌受贿、为亲友非法牟利一案，由国家监察委员会调查终结，经最高人民检察院指定，由上海市人民检察院第二分院向上海市第二中级人民法院提起公诉。起诉属显示：尹家绪利用担任原长安汽车（集团）有限责任公司党委书记、董事长、总经理（总裁）等职务上的便利，非法收受他人所送财物，数额特别巨大；利用担任重庆长安民生物流股份有限公司董事长的职务便利，将本单位的盈利业务交由亲友经营，故以以上二罪名对其提起公诉。他是中共十八大以来首个涉嫌为亲友非法牟利罪的落马高官。